# João Victor de Souza Menezes
João Victor de Souza Menezes (Mauá, 16 de junho de 2006), mais conhecido como Souza, é um futebolista brasileiro que atua como lateral-esquerdo. Atualmente, atua no Santos FC.

## Carreira
Souza ingressou nas categorias de base do Santos em 2016, aos nove anos, após jogar pelo time de futsal do Juventus-SP.
Em 12 de julho de 2022, ele assinou seu primeiro contrato profissional com o clube, fechando um acordo de três anos, até 31 de maio de 2025.
Em setembro de 2022, Souza foi convocado para a Seleção Brasileira Sub-17 para um período de treinamento visando o Campeonato Sul-Americano Sub-17 de 2023, no qual foi incluído no elenco de 23 atletas em 8 de março de 2023. Titular regular quando a Seleção levantou o troféu, ele também foi convocado para a Copa do Mundo FIFA Sub-17 de 2023, jogando em quatro das cinco partidas do Brasil na competição.
Naquele ano de 2023, se destacou e foi o capitão do sub-17 do Santos.
Em 2024, disputou a Copa São Paulo de Futebol Jr. e, após o torneio, foi levado ao time principal pelo técnico Fábio Carille para treinamentos. Em 6 de fevereiro de 2024, Souza foi registrado no elenco principal para o Campeonato Paulista de 2024, após a lesão de Kevyson. Fez sua estreia no time principal cinco dias depois, entrando como substituto de Hayner no segundo tempo do empate fora de casa por 2 a 2 contra o Mirassol, quando sofreu uma lesão muscular na posterior da coxa esquerda.
Em 17 de maio de 2024, Souza e os companheiros de Santos JP Chermont e Jair foram convocados para a Seleção Brasileira sub-20 para um período de treinamento.

## Títulos
Santos
- Campeonato Brasileiro - Série B: 2024

Seleção Brasileira Sub-17
- Campeonato Sul-Americano Sub-17: 2023